# La stanza del vescovo
La stanza del Vescovo è un romanzo di Piero Chiara del 1976. Nello stesso anno, il libro ha vinto il Premio Napoli. L'opera ha avuto traduzioni in numerose lingue.

## Trama
La vicenda si svolge fra l'estate 1946 e la primavera 1947 ed è narrata in prima persona dall'autore del romanzo, di cui non si conosce mai il nome. Tornato in Italia dalla Svizzera, dove si è rifugiato per non combattere nella seconda guerra mondiale, il protagonista vagabonda per il lago con la sua barca, la Tinca. Il giovane, benestante, ha deciso di concedersi un lungo periodo di vacanza prima di cercare un lavoro stabile. Una sera, mentre attracca al porto di Oggebbio, incontra casualmente Temistocle Mario Orimbelli, avvocato senza molta voglia di lavorare, personaggio dal passato ambiguo e godereccio, anch'egli da poco rientrato a casa dopo dieci anni trascorsi in guerra tra l'Africa e Napoli.
Invitato a cena dall'Orimbelli nella villa sul lago di proprietà della moglie Cleofe, che lo mantiene e con cui è in pessimi rapporti, il narratore conosce l'attempata e arcigna donna, ma soprattutto la giovane e bella cognata Matilde. La ragazza è vedova bianca del fratello di Cleofe, Angelo Berlusconi, con cui si era sposata per procura nel 1936, mentre l'uomo si trovava in Africa con l'Orimbelli per la guerra d'Etiopia. Ma il matrimonio non è valido in quanto non "consumato" a causa della distanza. Durante il conflitto etiopico Berlusconi è scomparso ed è stato dato per disperso. La dichiarazione della sua morte presunta è attesa giusto in quei giorni. Ospitato nella villa per la notte, il narratore dorme nella "stanza del Vescovo", così chiamata perché un tempo destinata durante le ferie estive a uno zio monsignore di Cleofe, annegato nella darsena della villa molti anni prima.
Tra i due uomini nasce un rapporto d'amicizia nonostante la differenza d'età. Insieme partono sulla Tinca per una crociera che li vede impegnati in avventure piccanti con due turiste svizzere e due studentesse di Laveno. Poi, quando tornano alla villa e l'Orimbelli intuisce un interesse dell'uomo per la cognata Matilde, per liberarsi del concorrente confessa all'amico di avere già una relazione segreta con la giovane donna. Il narratore cade nel tranello, rinuncia a corteggiare Matilde e lascia campo libero all'Orimbelli, che seduce la cognata durante una crociera sul lago insieme al narratore e a una sua amica, Landina. Mentre i quattro navigano, arriva la notizia della morte di Cleofe. La donna è stata trovata annegata nella darsena, proprio come lo zio vescovo. Le indagini si chiudono con l'archiviazione del caso per suicidio e dopo pochi mesi si celebra il matrimonio tra l'Orimbelli e Matilde. 
Il colpo di scena arriva con il ritorno di Angelo Berlusconi dall'Etiopia. Infatti l'uomo, evirato dai guerrieri etiopi e dato per disperso, in realtà era vivo ed era rimasto in Africa all'insaputa di tutti, tranne che della sorella e dell'Orimbelli. Berlusconi ha saputo della morte di Cleofe da un giornale di Addis Abeba. Non crede al suo suicidio e a sostegno della sua affermazione rende nota una lettera che la sorella gli ha scritto il giorno della morte, quasi presagendo la sua fine violenta. Berlusconi inizia le sue personali indagini che vengono coronate dal successo quando si scopre che l'Orimbelli ha comprato una bicicletta la sera precedente il delitto. Quindi ha potuto recarsi a villa Cleofe, uccidere la moglie e poi tornare indisturbato all'albergo dove alloggiava con Matilde. A questo punto, anche dopo la testimonianza del narratore che dichiara di aver visto l'Orimbelli in bici proprio la notte dell'omicidio, il magistrato ordina il suo arresto, ma l'avvocato si chiude a chiave nella stanza del Vescovo e si impicca alla Condé. Il romanzo si conclude con la partenza del narratore sulla Tinca nonostante l'esplicita offerta di restare da parte di Matilde, erede di villa Cleofe, donatale dal Berlusconi prima di ripartire per l'Africa.

## Edizioni
- Piero Chiara, La stanza del Vescovo, A. Mondadori, Milano 1976;
- Piero Chiara, La stanza del Vescovo, introduzione di Giancarlo Vigorelli, Mondadori, Milano 1976;
- Piero Chiara, La stanza del Vescovo, a cura di Mauro Novelli, introduzione di Giancarlo Vigorelli, Mondadori, Milano 2009;
- Piero Chiara, Tutti i romanzi, a cura e con un saggio introduttivo di Mauro Novelli, Mondadori, Milano 2008;

## Riconoscimenti
- Nel 1976 il libro ha vinto il Premio Napoli[2]

## Adattamento cinematografico
Da questo libro è stato tratto nel 1977 il film omonimo con la regia di Dino Risi, interpretato da Ugo Tognazzi, Patrick Dewaere e Ornella Muti.